# Abronico
Abronico, figlio di Lisicle (in greco antico: Ἀβρώνυχος?, Abrónychos; fine VI secolo a.C. – dopo il 479 a.C.), è stato un militare ateniese.

## Biografia
Abronico partecipò alla battaglia delle Termopili (480 a.C.) e fu al comando di una nave avente il fine di agevolare la comunicazione tra il re di Sparta Leonida e la flotta stanziata presso Capo Artemisio.
Dopo la fine delle guerre persiane fu inviato insieme a Temistocle e ad Aristide come ambasciatore a Sparta per rispettare le fortificazioni di Atene.